# Мануел де Фаља
Мануел де Фаља (шп. Manuel de Falla; Кадиз, 23. новембар 1876 — Алта Грасија, 14. новембар 1946) био је најугледнији шпански композитор раног 20. века. Уз Енрикеа Гранадоса и Исака Албениза један је од најзначајнијих представника шпанског музичког национализма. Био је један од првих композитора из те традиције који је постао познат широм Европе и Америке, прекинувши на тај начин изолованост шпанске музике од 18. века.
У његовом стваралаштву могу се уочити утицаји како шпанске музичке традиције, тако и француске музике и европске авангарде. Компоновао је балете: Љубав чаробница и Тророги шешир; опере: Кратак живот и Луткарско позориште мајстора Педра; и инструментална дела, међу којима се истичу Бетичка фантазија за клавир и Концерт за чембало. Његово дело за клавир и оркестар Ноћи у вртовима Шпаније блиско је естетици импресионизма. Оставио је за собом недовршену сценску кантату Атлантида на којој је радио последњих двадесет година живота.
Након завршетка Шпанског грађанског рата емигрирао је у Аргентину и тамо умро 1946. године.
| „ | По убеђењу и по темпераменту ја сам противник уметности коју бисмо могли назвати себичном. Треба радити за друге: једноставно, без сујетних и охолих намера. Само тако Уметност може да испуни своју племениту и лепу друштвену мисију. | ” |

## Биографија

### Детињство и младост
Мануел Марија де лос Долорес Фаља и Матеу  (шп. Manuel María de los Dolores Falla y Matheu) је рођен 23. новембра 1876. у породичном дому, у улици Пласа де Мина број 3 у Кадизу, од оца Хосеа Марије Фаље и Франка и мајке Марије Хесус Матеу и Забал. Прве лекције из солфеђа добио је од своје мајке, пијанисткиње, као и од свог деде. У деветој години је наставио своје музичке студије с професорком клавира која се звала Елоиса Гаљузо. Осим тога, његова дојиља га је упознала са успаванкама и народним песмама које су оставиле трага на њему. Године 1889. наставио је студије клавира код Алехандра Одера и почео да учи хармонију и контрапункт код Енрикеа Броке. Као петнаестогодишњак првенствено се занимао за књижевност, позориште и сликарство. Са групом пријатеља основао је књижевни часопис El Burlón (Шаљивџија), а 1890. је сарађивао у другом часопису под називом El Cascabel (Весељак), где је на крају постао уредник. Након што је 1893. године у Кадизу присуствовао извођењу, између осталих, дела Едварда Грига, осетио је да је његов коначни позив музика.

### Одлазак у Мадрид
Од 1896. године почео је да посећује Мадрид где је похађао Краљевски музички конзерваторијум. Тамо је усавршавао свирање клавира код Хосеа Трага, школског друга Исака Албениза. Године 1897. компоновао је Мелодију, комад за виолончело и клавир, и посветио је Салвадору Винијегри. Фаља је, наиме, учествовао у окупљањима камерног ансамбла која су организована у његовој кући. Те године се коначно преселио у Мадрид, где је наредне године са почастима завршио студије на Конзерваторијуму. Наредне године је, са одличним оценама, ванредно положио прве три године солфеђа и пет година клавира на Конзерваторијуму и компоновао Скерцо у це-молу. Године 1899. окончао је званичне студије на Националној музичкој школи и једногласном одлуком те образовне установе добио прву награду за клавир. Исте године изводи своја прва дела: Романсу за виолончело и клавир, Ноктурно за клавир, Мелодију за виолончело и клавир, Андалузијску серенаду за виолину и клавир, Квартет у Г-дуру и Миреју. Млади музичар је у том периоду додао „де“ свом презимену, под којим ће бити познат.
Године 1900. компоновао је Песму за клавир и неколико вокалних и клавирских комада. Извео је Андалузијску серенаду и Валцер-капричо за клавир у мадридском Атенеуму. Створио је своје прве сарсуеле (шпански музички жанр сличан оперети) као што су Хуана и Петра или Луда кућа. Због нестабилне економске ситуације у породици почео је да држи часове клавира.
Године 1901. упознао је Фелипеа Педреља који ће значајно утицати на његову каснију каријеру јер је у њему пробудио интерес за фламенко, а посебно за канте хондо (дубоки напев). Компоновао је дела за клавир као што су Поворка патуљака и Серенада, као и данас изгубљене и заборављене сарсуеле попут Инесиних љубави и Љубавне милостиње.
Сарсуела Инесине љубави изведена је 12. априла 1902. у мадридском Театро Комико. Те године је упознао Хоакина Турину, а Удружење аутора је објавило партитуре Валцера-каприча и Андалузијске серенаде. Наредне године је компоновао Концертни алегро и представио га на такмичењу које је организовао Конзерваторијум у Мадриду. Победу је однео Енрике Гранадос, а Удружење аутора је објавило дела Твоја црна ока два и Ноктурно. Исте године је у сарадњи са Амадеом Вивесом започео сарсуеле Ратни заробљеник, Војна труба и Малтешки крст, од којих су сачувани само неки фрагменти.
Године студирања у шпанској престоници кулминирале су 1904. године компоновањем опере Кратак живот, у сарадњи са Карлосом Фернандезом Шоом, која је добила прву награду да такмичењу које је организовала Краљевска академија лепих уметности Сан Фернандо. Иако су правила такмичења предвиђала да победнички рад буде представљен у мадридском краљевском театру, Фаља је морао да чека осам година на извођење овог дела, и то не у Мадриду већ у Ници. Како још увек није познавао Гранаду, град у којем се одвија радња ове опере, Фаља је информације тражио од свог пријатеља Антонија Аранга. Из овог периода су Напеви за Бадње вече.
Априла 1905. године добио је награду за клавир од предузећа Ортиз и Кусо. У мадридском Атенеуму, 15. маја исте године, извео је Концертни алегро. Академија лепих уметности уручила му је 13. новембра награду за оперу Кратак живот.

### Париска фаза
Наредна фаза у Фаљином формирању одвијала се у Француској. На савет Хоакина Турине и Виктора Мирецког Ларамата, 1907. се настанио у Паризу и тамо ступио у везу са Клодом Дебисијем, Морисом Равелом, Полом Дикаом, Исаком Албенизом, Алексисом Ролан-Мануелом, Флореном Шмитом, Рикардом Вињесом и Паблом Пикасом. Тешко је знати које животно искуство може да промени правац уметничког сензибилитета, али веза коју је Фаља одржавао са овим музичарима у Паризу пресудно је утицала на његову музику у наредном периоду. На пример, Клод Дебиси, који је се дивио уметности фламенка у Шпанији, саветовао му је да ту музику узме као извор инспирације. Фаља је тај савет имао у виду приликом компоновања дела Ноћи у вртовима Шпаније, у којем се савремени импресионизам користи скоро као потпора за хармоније, ритмове и звукове фламенка.
Захваљујући посредовању Исака Албениза, шпански краљ Алфонсо XIII му је 1908. доделио стипендију како би могао да настави боравак у Паризу и заврши Четири шпанска комада. У јануару те године кренуо је у обилазак северне Шпаније заједно са виолинистом Антонијем Фернандезом Бордасом и виолончелистом Виктором Мирецким. У том периоду је гутао велика дела француске књижевности, оставши под снажним утицајем дела Виктора Игоа. Дело Са осећањима усхићења и радости, инспирисано Игоовим романом Јадници, завршио је 23. марта. Пол Милије је превео на француски либрето Кратког живота како би било могуће извођење дела у Француској.
На концерту у Société Nationale de Musique, 27. марта 1909. године, премијерно су изведена Четири шпанска комада у интерпретацији Рикарда Вињеса, која је касније објавио издавач Жак Диран на препоруку Дикаа, Дебисија и Равела. Ово дело представља први Фаљин велики успех. Те године је почео да компонује Ноћи у вртовима Шпаније и суштински је ревидирао оркестрацију Кратког живота. Сопран Ада Адини Милије је 4. маја 1910. године у Независном националном друштву извела, са Фаљом за клавиром, Три мелодије компоноване на текстове Теофила Готјеа. Те године се први пут сусрео са Игором Стравинским и упознао Жоржа Жан-Обрија, Игнасија Зулоагу, Хоакина Нина и Ванду Ландовску. Годину дана касније први пут је посетио Лондон и у марту одржао неколико рецитала.
Године 1912. путовао је у Швајцарску и Италију. У Милану је са Титом Рикордијем уговорио објављивање Кратког живота. Рикардо Вињес је 30. новембра у Мадридском филхармонијском друштву представио Фаљина Четири шпанска комада. У Општинском клубу у Ници 1. априла 1913. изведен је Кратак живот, а 30. децембра је у париском Националном театру Опере-Комик одржана генерална проба уз присуство публике и критике. Дело је у том позоришту званично изведено 7. јануара 1914. Макс Ешиг је објавио партитуру и постао Фаљин издавач. Те године је упознао Грегорија Мартинеза Сијеру и његову жену Марију Лехарагу.
Године 1914. компоновао је Седам шпанских народних песама. По избијању Првог светског рата, Фаља се вратио у родну земљу и поново се настанио у Мадриду. Кратак живот је 14. новембра представљен у Театру де ла Сарсуела, а наредног месеца завршава Молитву мајки са децом у наручју.

### Повратак у Мадрид
Мадридски Атенеум је 15. јануара 1915. године одао почаст Хоакину Турини и Мануелу де Фаљи. Тада је изведено Седам шпанских народних песама у интерпретацији сопрана Луисе Веле, коју је сам Фаља пратио на клавиру. У мадридском Хотелу Риц је 8. фебруара одржан концерт Националног музичког друштва на ком је сопран Хосефина Ревиљо по први пут извела Молитву мајки са децом у наручју. Прва верзија Љубави чаробнице приказана је 15. априла у Театру Лара. У улози Канделе је била Пастора Империо, чувена фламенко играчица. Оркестром је дириговао Хосе Морено Баљестерос. Крајем марта и почетком априла обишао је Гранаду, Ронду, Алхесирас и родни Кадиз у друштву Марије Лехараге. Недуго затим прешао је у Барселону са брачним паром Мартинез Сијера и тамо остао скоро пола године. Сантијаго Русињол га је позвао да проведе неколико дана у Ситгесу. Тамо је интензивно радио на Ноћима у вртовима Шпаније. Секстет Хосеа Медија-Виље је 23. септембра у Португалији извео верзију Љубави чаробнице, у реализацији самог Фаље. Дело Хлеб из Ронде са укусом истине, засновано на тексту Марије Лехараге, завршио је 18. децембра.
Мадридски симфонијски оркестар је под диригентском палицом Енрикеа Фернандеза Арбоса 28. марта 1916. извео прву концертну верзију Љубави чаробнице у мадридском Хотелу Риц. Исти оркестар је 9. априла у Краљевском театру премијерно извео Ноћи у вртовима Шпаније. Диригент је поново био Фернандез Арбос, а клавир је свирао Хосе Кубилес. Са брачним паром Мартинез Сијера почиње да ради на пантомими Гувернер и млинарка, заснованој на роману Тророги шешир Педра Антонија Аларкона. У априлском броју часописа Revista Musical Hispano-Americana објављен је Фаљин текст „Енрике Гранадос, евокација његовог дела“, а 5. јуна у часопису La Tribuna „Велики музичар нашег доба: Игор Стравински“. Фаља је ступио у контакт са Игором Стравинским и Сергејем Дјагиљевим, чија се славна балетска компанија Ballets Russes у то доба налазила у Мадриду, и кренуо на путовање по југу Шпаније у друштву Дјагиљева и балетана Леонида Масина. Током тог пролећа и лета одржано је неколико концерата у Севиљи, Кадизу и Гранади. Фаља са мадридским симфоничарима, под диригентском палицом Артура Сако де Ваљеа, 26. јуна изводи Ноћи у вртовима Шпаније у Палати Карлоса I у Гранади. Поред тога, написао је пролог за дело Савремена француска музика Жоржа Жан-Обрија, а у децембарском броју часописа Revista Musical Hispano-Americana објавио је нови чланак под насловом „Увод у проучавање нове музике“.
Оркестар сачињен од професора Мадридског филхармонијског друштва, којим је дириговао Хоакин Турина, извео је 7. априла 1917. године у Театру Еслава дело Гувернер и млинарка. Мадридски симфонијски оркестар, којим је дириговао Енрике Фернандез Арбос, извео је 29. априла у Краљевском театру концертну верзију за мали оркестар Љубави чаробнице. Те исте године Фаља је написао пролог за „Кратку музичку енциклопедију“ Хоакина Турине, а у јунском броју часописа „Música“ објавио је текст „Наша музика“. Током лета поново је кренуо на путовање по Шпанији са Дјагиљевим и Масином, а 8. октобра је у Фуентетодосу присуствовао откривању споменика у част Франсиска Гоје. Пред крај те године поново је кренуо у обилазак северне Шпаније у друштву сопрана Аге Лаовске.
Године 1918. почео је да компонује комичну оперу Варљива светлост према либрету Марије Лехараге, али која није изведена на позорници. Фаља је 27. априла у мадридском Атенеуму одржао предавање под називом „Дубока уметност Клода Дебисија“ у част француског композитора који је умро месец дана раније. По наруџбини принцезе Едмон де Полињак компонује Луткарско позориште мајстора Педра које је изведено у њеном париском салону.
Године 1919. умиру његови родитељи ‒ отац 12. фебруара, а мајка 22. јула. Дјагиљевљева балетска трупа је 22. јула премијерно извела Тророги шешир у Алхамбра Театру у Лондону. Извођењем је дириговао Ернест Ансермет. Кореографију је осмислио Леонид Масин, а декор и костиме Пабло Пикасо. Ово дело је постало део сталног репертоара руске компаније. По наруџбини Артура Рубинштајна почиње да компонује Бетичку фантазију. Отпочео је преговоре о потписивању уговора са Џ. и В. Честером, који су постали његови главни издавачи. Уметнички центар у Гранади требало је да му ода почаст 15. септембра, због чега је Фаља отпутовао у град у друштву своје сестре Марије дел Кармен и брачног пара Васкез Дијаз. Током боравка у граду одсео је најпре у Пансиону Алхамбра, где му је пријатељ из Париза, Анхел Бариос, резервисао собе, а затим у Пансиону Кармона, према сведочењу његовог првог биографа, Џона Б. Тренда, с којим се упознао на том путу. Оба пансиона су се налазила у улици Каље Реал де ла Алхамбра. Ту је водио повучен живот, окружен групом пријатељима међу којима се налазио и песник Федерико Гарсија Лорка.

### Гранадска фаза
У Паризу су 4. јануара 1920. изведене Ноћи у вртовима Шпаније. Оркестром је дириговао Енрике Фернандез Арбос, а на месту солисте је био Хоакин Нин. Тог месеца Ballets Russes су са великим успехом извели Тророги шешир у Париској националној опери. Артур Рубинштајн је 20. фебруара у Њујорку премијерно извео Бетичку фантазију. Фаља је у августу завршио своје прво дело у Гранади – На гробу Клода Дебисија за гитару. Средином наредног месеца одлучио је да се настани у том граду, у истој соби у којој је раније боравио Данијел Васкез Дијаз, у Пансиону Кармона. Средином лета 1921. преселио се у вилу Санта Енграсија у улици Каље Реал де ла Алхамбра број 40. У децембру је објавио чланак „Клод Дебиси и Шпанија“ у La Revue Musicale.
Премијера На гробу Клода Дебисија одржана је 24. јануара 1921. у Паризу. На харфи-лаути је свирала Мари-Луиз Анри Касадеси. Мигел Љобет је месец дана касније, током обиласка Шпаније, извео верзију за гитару. У том периоду Фаља је био активно укључен у културни живот Гранаде и одржавао је пријатељство са људима као што су Мигел Серон, Фернандо де лос Риос, Ерменехилдо Ланз, Мануел Анхелес Ортиз и, пре свих, Федерико Гарсија Лорка. У мају је отпутовао у Париз и Лондон, град у којем је, у Квинс Холу, свирао клавирски део Ноћи у вртовима Шпаније. По повратку у Шпанију сусрео се у престоници са Игором Стравинским који је у Краљевском Театру дириговао извођењем свог балета Петрушка. Годинама је одржавао уске пријатељске и професионалне везе са брачним паром Мартинез Сијера које су прекинуте услед неслагања током припрема дела под називом Дон Хуан од Шпаније. После тог прекида почео је да припрема две свите из Тророгог шешира. Завршава Празничне фанфаре по поруџбини часописа Fanfare из Лондона, чија ће партитура бити објављена у првом августовском броју.
Почетком 1922. године дефинитивно се настанио у вили Антекеруела Алта број 11. Дипломата Рикардо Баеза, Фаљин пријатељ, поверио му је да компонује Песму веслача на Волги у част руских избеглица. Путовао је у Севиљу за време Страсне седмице. Тамо је упознао Сегисмунда Ромера и Едуарда Тореса, с којима ће у будућности учествовати у формирању Бетичког камерног оркестра који ће се представити 11. јуна 1924. концертом у севиљском Театру Љоренс. Повезао се са Мигелом Сероном, Федериком Гарсија Лорком, Ерменехилдом Ланзом, Игнасијем Зулоагом и другима ради промовисања стварања „Такмичења у Канте Хонду“ (шп. Concurso de Cante Jondo) са циљем да се „примитивни андалузијски напев“ спасе од заборава. Поменуто такмичење које је организовао Уметнички центар одржано је 13. и 14. јуна на Тргу Базена Алхамбре (шп. Plaza de los Aljibes de la Alhambra).
Мануел де Фаља, Ерменехилдо Ланз и Федерико Гарсија Лорка су 6. јануара 1923. године направили луткарско позориште у Лоркиној кући и представили дела Мигела де Сервантеса и самог Лорке, као и Мистерију мудраца са истока, религијску драму из 13. века за коју је Фаља написао сценску музику. Часопис La Revue Musicale је објавио два Фаљина чланка: „Фелипе Педрељ (1841-1922)" и „Ванда Ландовска у Гранади“, који је детаљно описивао посету поменуте чембалисткиње Гранади у новембру претходне године. Концертна верзија Луткарског позоришта мајстора Педра јавно је изведена 23. и 24. марта у севиљском Театру Сан Фернандо. Дело је постављено на сцену у вили принцезе де Полињак у Паризу. Декор и костиме је осмислио Мануел Анхелес Ортиз, а марионете с главама и геометријским фигурама Ерменехилдо Ланз. Путовао је у Француску, Белгију и Италију, а у Мадриду је упознао Ернеста Халфтера. Почео је да компонује Концерт за чембало и пет инструмената на захтев Ванде Ландовске, а Краљевска академија лепих уметности у Гранади је 12. децембра предложила Мануела де Фаљу и Анхела Бариоса за академике. Једногласно су примљени за академике 21. фебруара наредне године.
Почетком 1924. завршио је дело Психа према тексту Жоржа Жан-Обрија, а премијера је одржана 9. фебруара следеће године у Музичкој дворани у Барселони. Именован је 10. децембра за почасног академика Краљевске хиспаноамеричке академије наука и уметности у Кадизу. У јуну поменуте године представљен је Бетички камерни оркестар, на чему је радио око две године. Оркестарска ревизија Дебисијевог Прелудијума за поподне једног фауна, коју је Фаља компоновао за поменути оркестар, премијерно је изведена 10. децембра у севиљском Тетру Сан Фернандо, а на месту диригента је био Ернесто Халфтер.
Следеће године је прихватио положај академика у Краљевској академији лепих уметности у Гранади. Коначна верзија балета Љубав чаробница изведена је 22. маја у париском Trianon Lyrique. Фаља је дириговао оркестром, а у улози Канделе и Кармела су наступили Антонија Мерсе „Ла Архентина“ и Висенте Ескудеро. Бетичким оркестром, који је 20. новембра у севиљском Театру Сан Фернандо тумачио Фаљину оркестарску ревизију увертире из опере Ђоакина Росинија Севиљски берберин, дириговао је Ернесто Халфтер. У Њујорку су Филхармонијски симфонијски оркестар, Ванда Ландовска и Виљем Менгелберг на месту диригента 29. децембра извели Луткарско позориште мајстора Педра. Именован је за члана Hispanic Society of America.
Године 1926. учествовао је у одавању почасти Луису Багарији у организацији Уметничког центра из Гранаде. Луткарско позориште мајстора Педра са успехом је изведено у Амстердаму 26. априла (Луис Буњуел је био сценограф, а Виљем Менгелберг диригент) и у Цириху 20. јуна на Фестивалу Националног друштва за савремену музику. Завршио је компоновање Концерта за чембало који су у Музичкој дворани у Барселони извели Ванда Ландовска и група професора окупљених у Оркестру Пау Касалса, под диригентском палицом самог Фаље. Одата му је почаст поводом педесетог рођендана. Добио је титулу „усвојеног сина“ Севиље 20. марта и титулу „омиљеног сина“ града Кадиза у априлу.
Почасти су се наставиле 1927. године. Проглашен је „усвојеним сином“ града Гвадикса 28. фебруара. Пре тога, 8. и 9. фебруара, одржани су концерти Бетичког камерног оркестра у Колисеју Олимпија у Гранади којима су дириговали, један за другим, Ернесто Халфтер и сам Фаља. У Барселони је 17. марта одржан „Фестивал Фаља“ у присуству композитора. Следећег месеца Фаља је присуствовао одавању почасти немачком композитору Лудвигу ван Бетовену у гранадском Атенеуму. Фаља је компоновао музику за Сонет Кордоби Луиса де Гонгоре ради обележавања тристоте годишњице од пишчеве смрти. Дело су 14. маја у париској Сали Плејел премијерно извели Мадлен Гресл и композитор за клавиром. У том периоду је почео да припрема сценску музику за религијску драму Педра Калдерона де ла Барке Велико светско позориште која је приказана на Тргу базена Алхамбре 27. јуна (иако је представа првобитно планирана за 18. јун, одложена је због техничких проблема) у организацији гранадског Атенеума и Скупштине Почасних и заслужних Дама. У тој представи су, између осталих, учествовали Антонио Гаљего Бурин као уметнички директор, Ерменехилдо Ланз као сценограф и Анхел Бариос као диригент. У Мадриду је 5. новембра одржан „Фестивал Фаља“ на ком је сам композитор извео свој Концерт. Његови наступи су окончани 11. децембра те године одавањем почасти Доменику Скарлатију, чијих је 14 соната извео у гранадском Атенеуму.
Преузео је положај академика у Краљевској академији лепих уметности у Гранади 30. јануара 1928. године. У марту је отпутовао у Париз како би надгледао продукцију балета Љубав чаробница. Главну улогу је тумачила Антонија Мерсе „Ла Архентина“, а декор и костиме је осмислио Густаво Бакарисас. У Националном театру Опере Комик изведено је Луткарско позориште мајстора Педра, а оркестром је дириговао Игнасио Зулоага. Одликован је Орденом Легије части 14. марта. У септембру је отпутовао у Сијену, у друштву пријатеља Хуана Гисберта Падроа, како би наступио као солиста на једној проби свог Концерта, а 29. октобра именован је за члана Шведске музичке академије у Стокхолму. Тих дана посетио га је у Гранади Морис Равел.
На почетку је, да не би улазио у расправу са Конрадом дел Кампом, који је годинама припремао избор Фаље за члана Краљевске академије Сан Фернандо, одбио позив који су саставили чланови академије како би попунили упражњено место након смрти Мануела Манрикеа де Ларе. Након притисака академика, Фаља је једногласно изабран за члана, мада никада није прочитао приступну беседу. Џон Б. Тренд објавио је прву монографију о Фаљи у Њујорку под насловом „Мануел де Фаља и шпанска музика“. У то доба је у потпуности био обузет Антлантидом и надао се да ће успети да прикаже дело на Универзалној изложби у Барселони или на Ибероамеричкој изложби у Севиљи које су се одржавале те године.
Крајем јануара 1930. године посетио га је Алфредо Касела који је боравио у граду одржавајући концерте са Италијанским триом. У јуну је у Паризу снимио Концерт и неколико својих песама, пратећи на клавиру Марију Баријентос. У децембру је отпутовао у Кадиз како би дириговао концертом у театру који данас носи његово име. Искористио је боравак у родној земљи да посети, инспирисан радом на Атлантиди, Острво Светог Петра, место на ком би наводно требало да се налазе рушевине Херкуловог храма.
Године 1931. последњи пут је посетио Лондон како би дириговао извођењем Луткарског позоришта мајстора Педра које је преносио Би-Би-Си. Месец дана након проглашења Друге шпанске републике, 14. маја, заједно са пријатељима из Гранаде писао је председнику републике Нисету Алкала Замори и свом пријатељу Фернанду де лос Риосу, министру правде, и тражио од њих да предузму све расположиве мере у заустављању паљења и пљачкања цркава, као и растућег процеса „деевангелизације“ Шпаније. Исте године је именован за члана тек оформљене Националне музичке скупштине.
Током 1933. године неко време проводи на Мајорки са сестром Маријом дел Кармен и ради на Балади о Мајорки и на сценама из Атлантиде у вези са Медитераном. У фебруару 1934. по други пут борави у Палма де Мајорки и компонује Фанфаре у Арбосово име које ће постати део Свите Омажи. У децембру 1935. године у Гранади завршава клавирско дело На гробу Пола Дикаа. Те године је начинио сценску музику за религијску драму Лопеа де Веге Повратак из Египта која је представљена на Универзитету у Гранади.
У јулу 1936. године избија Шпански грађански рат. Почиње период окрутне репресије у Гранади. У августу је убијен Федерико Гарсија Лорка. То је био велики ударац за Мануела де Фаљу од којег се никада није опоравио. Током 1937. здравље му се погоршало. Иако је настојао да се дистанцира од политике, Франсиско Франко га је без претходне сагласности поставио за председника тек основаног Шпанског института. На крају је успео да поднесе оставку на то место.

### Егзил у Аргентини и смрт
Мануел де Фаља је 28. септембра 1939. године, по завршетку Шпанског грађанског рата и на почетку Другог светског рата, избегао у Аргентину, а владе Франсиска Франка безуспешно су покушавале да га приволе да се врати у Шпанију, нудећи му пензију. Године 1940. проглашен је племићем Реда Алфонса X Мудрог. У егзилу у Аргентини, уз помоћ неколико мецена (међу којима и породице Камбо), живео је повучено у планинској кући. Ту се о њему бринула сестра јер је стално био болестан. Умро је 14. новембра 1946. године од последица срчаног застоја, два дана након што се од њега опростила једна од његових омиљених сарадница и велика пријатељица, певачица Кончита Бадије, која је одлазила из егзила. „Мора да је то судбина“, рекла му је пре поласка. „Судбину не треба изазивати“, узвратио јој је Фаља. „Ја ћу наставити да живим овде или у било ком делу Америке. Збогом, Кончита. До следећег виђења. Ако до њега не дође, видимо се у вечности.“ Оставио је недовршену сценску кантату Атлантида на којој је радио последњих двадесет година свог живота. Завршио ју је његов ученик Ернесто Халфтер. Премијерно је изведена 1976. године.
Његови посмртни остаци пренети су бродом Марте из Буенос Ајреса у родни град Кадиз. Дочекали су их његова породица, Хосе Марија Пеман и различити црквени, грађански и војни ауторитети, међу којима се налазио министар правде, Рајмундо Фернандез-Куеста, у својству представника шефа државе Франсиска Франка. Погребна поворка се са пристаништа упутила у Катедралу Санта Круз у Кадизу где је одржана свечана сахрана. Уз одобрење папе Пија XII посмртни остаци су положени у крипту катедрале, где се и данас налазе.

## Музички стил
На Конзерваторијуму у Мадриду један од његових најзначајнијих професора био је Фелипе Педрељ. Његов утицај је био пресудан у стварању Фаљине естетике. Он га је упознао са шпанском аутохтоном музиком која ће бити од великог значаја у његовој зрелој продукцији.
Након што је доживео неуспех као композитор сарсуела, Мануел де Фаља је отишао у Париз где је провео седам година (1907‒1914). Тамо је упознао Пола Дикаа, Мориса Равела и друге музичаре који су имали пресудну улогу у његовом музичком развоју. Откриће Дебисијевог дела било је од фундаменталног значаја за његово будуће стваралаштво јер је утицало на Фаљино усвајање импресионистичког језика са карактеристичним шпанским акцентом. Утицај поменутих композитора посебно је уочљив у Ноћима у вртовима Шпаније, делу у ком је, упркос непорецивој шпанској ароми коју испољава, латентно присутан одређени импресионизам у инструментацији.
Фаљина стваралачка зрелост почела је након његовог повратка у Шпанију 1914. године. То је тренутак у којем компонује своја најпознатија дела: пантомиму Љубав чаробница и балет Тророги шешир (компонован по наруџбини славне балетске компаније Ballets Russes Сергеја Дјагиљева), Седам шпанских народних песама за глас и клавир и Бетичку фантазију за клавир. Његов музички стил се развијао од фолклорног национализма присутног у поменутим композицијама, надахнутим андалузијским и кастиљским темама, мелодијама, ритмовима и фразама, према једној врсти национализма који је своје надахнуће тражио у музичкој традицији шпанског Златног века и којем припадају луткарска опера Луткарско позориште мајстора Педра, једно од његових најхваљенијих дела, и Концерт за чембало и пет инструмената. У овим делима је утицај фолклорне музике мање видљив од одређене врсте неокласицизма у стилу Игора Стравинског. Док се у својим ранијим делима разметао широком звучном палетом, непосредно наслеђеном од француске школе, у овим последњим композицијама његов стил постаје једноставнији и сажетији, посебно у случају Концерта.
Последњих двадесет година живота Мануел де Фаља је провео радећи на композицији коју је сматрао делом свог живота: сценској кантати Атлантида, заснованој на поеми Хасинта Вердагуера на каталонском језику која га је опседала од детињства, и у којој су се одражавала сва његова филозофска, религиозна и хуманистичка интересовања. Смрт га је спречила да је заврши. То је учинио његов ученик Ернесто Халфтер на основу скица које је Фаља оставио иза себе.

## У популарној култури
Шпанска народна банка је 19. новембра 1965. године, као почаст уметничком делу Мануела де Фаље, пустила у штампу новчаницу од 100 пезета са његовим портретом. Ова новчаница је била у оптицају све до 1982. године када је, услед инфлације, одлучено да постане кованица. Тада су банке почеле да повлаче новчаницу од 100 пезета са његовим ликом, мада је и даље била легално средство плаћања све до увођења евра.

## Музичка дела

### Сценска дела
- Los amores de la Inés („Инесине љубави“), сарсуела, 1901–1902.
- La vida breve („Кратак живот“), лирска драма, 1904–1913.
- El amor brujo („Љубав чаробница“), хитанерија, 1915.
- El corregidor y la molinera („Гувернер и млинарка“), пантомима, 1916–1917.
- El sombrero de tres picos („Тророги шешир“), балет, 1917–1919.
- Fuego fatuo („Варљива светлост“), комична опера (недовршена), око 1918–1919.
- El retablo de maese Pedro („Луткарско позориште мајстора Педра“), луткарска опера, 1919–1923.
- El amor brujo („Љубав чаробница“), балет, 1919–1925.
- El gran teatro del mundo („Велико светско позориште“), сценска музика, 1927.
- La vuelta de Egipto („Повратак из Египта“), опера, 1935.
- Atlántida („Атлантида“), кантата (недовршена), 1927–1946.

### Оркестарска дела
- Noches en los jardines de España („Ноћи у вртовима Шпаније“), за клавир и оркестар, око 1909–1916.
- El amor brujo („Љубав чаробница“), за оркестар, 1915–1916.
- El amor brujo („Љубав чаробница“), за мали оркестар, 1917.
- El sombrero de tres picos: Suite nr. 1 („Тророги шешир: Свита бр. 1“), за оркестар, 1919–1921.
- El sombrero de tres picos: Suite nr. 2 („Тророги шешир: Свита бр. 2“), за оркестар, 1919–1921.
- El amor brujo („Љубав чаробница“), за оркестар, 1925.
- Suites Homenajes („Свите Омажи“), за оркестар, 1938–1939.

### Хорска дела
- Balada de Mallorca („Балада о Мајорки“), 1933.

### Дела за глас и пратећи инструмент
- Preludios („Прелудијуми“), за глас и клавир, око 1900.
- Rima: Olas gigantes („Рима: Големи таласи“), за глас и клавир, око 1900.
- Dios mío, qué solo se quedan los muertos („Боже мој, како ли умрли самују“), за глас и клавир, око 1900.
- Tus ojillos negros („Твоја црна ока два“), за глас и клавир, 1902–1903.
- Cantares de Nochebuena („Напеви за Бадње вече“), за глас и гитару, 1903–1904.
- Trois mélodies („Три мелодије“), за глас и клавир, 1909–1910.
- Siete canciones populares españolas („Седам шпанских народних песама“), за глас и клавир, 1914.
- Oración de las madres que tienen a sus hijos en brazos („Молитва мајки са децом у наручју“), за глас и клавир, 1914.
- El pan de Ronda que sabe a verdad („Хлеб из Ронде са укусом истине“), за глас и клавир, 1915.
- Soneto a Córdoba („Сонет Кордоби“), за глас и харфу (или клавир), 1927.

### Дела за камерни ансамбл или групу инструмената
- Melodía para violonchelo y piano („Мелодија за виолончело и клавир“), 1897.
- Pieza en Do mayor („Комад у Ц-дуру“), за виолончело и клавир, 1898.
- Romanza para violonchelo y piano („Романса за виолончело и клавир“), 1898.
- El amor brujo („Љубав чаробница“), за секстет, 1915.
- Fanfare pour une fête („Празничне фанфаре“), за 2 трубе, тимпан и добош, 1921.
- Concierto para clave y cinco instrumentos („Концерт за чембало и пет инструмената“), око 1923–1926.
- Psyché („Психа“), за мецосопран, флауту, харфу, виолину, виолу и виолончело, 1924.
- Fanfare sobre el nombre de Arbós („Фанфаре у Арбосово име“), за 4 трубе, 3 трубе и удараљке, 1934.

### Дела за соло инструмент
- Nocturno („Ноктурно“), за клавир, 1896.
- Mazurka en Do menor („Мазурка у це-молу“), за клавир, 1899.
- Serenata andaluza („Андалузијска серенада“), за клавир, 1900.
- Canción („Песма“), за клавир, 1900.
- Vals-capricho („Валцер-капричо“), за клавир, 1900.
- Cortejo de gnomos („Поворка патуљака“), за клавир, 1901.
- Allegro de concierto („Концертни алегро“), за клавир, 1903–1904.
- Cuatro piezas españolas („Четири шпанска комада“), за клавир, 1906–1909.
- Fantasía bética („Бетичка фантазија“), за клавир, 1919.
- Homenaje pour le tombeau de Claude Debussy („На гробу Клода Дебисија“), за гитару, 1920.
- Canto de los remeros de Volga („Песма веслача на Волги“), за клавир, 1922.
- Pour le tombeau de Paul Dukas („На гробу Пола Дикаа“), за клавир, 1935.[34]